# Benny Mattsson
Benny Matsson, född 5 augusti 1978, är en svensk fotbollstränare och tidigare fotbollsspelare. 
Matsson har spelat allsvenskt för Norrlandsklubbarna Gefle IF och GIF Sundsvall. Hans moderklubb är Ljunga IF. 
Säsongen 2003, med IFK Sundsvall i division 3, gjorde han 23 mål i serien och vann skytteligan. IFK Sundsvall vann DM samma år och Mattsson slog målrekordet med 29 mål på 4 matcher varav 16 mål i en match mot Selånger FK. 
2004 värvades han till Gefle IF i superettan som den säsongen avancerade till allsvenskan och i sin allsvenska debut från start 2005 avgjorde han mot Hammarby på Söderstadion med matchens enda mål. Allsvenska mål har Matsson även gjort mot Djurgården, Halmstad och Norrköping.
Hösten 2006 lämnade Matsson Gefle för spel med GIF Sundsvall i superettan. Säsongen efter var han åter med om ett avancemang när Giffarna tog steget upp i allsvenskan.
Inför säsongen 2009 skrev han på för IFK Sundsvall som spelare och assisterande tränare och var en bidragande faktor att klubben gick upp till division 2. 
2011 blev Matsson huvudtränare i Ånge IF i division 4. Laget vann 20 matcher i serien och spelade 2 oavgjorda, vilket ledde till serieseger. Efter dubbla kvalsegrar blev Ånge IF klara för division 3. Under Ånge IF:s debutår var laget nära att avancera till division 2 direkt med Matsson som tränare. Avancemanget kom istället säsongen 2013 och Benny Matsson utsågs till årets tränare i Medelpad av Medelpads Fotbollsförbund och tidningen Dagbladet. Ånge blev sedan femma och trea i division 2 Norrland säsongerna 2014 och 2015.
Till säsongen 2016 värvades han som tränare inom GIF Sundsvalls akademi och 2018 engagerades han även i ungdomslandslaget.
Den 28 juli 2022 meddelades att han blir ny assisterande tränare i GIF Sundsvalls allsvenska lag.

## Klubbar som spelare
- Ljunga IF (Moderklubb)
- GIF Sundsvall (1995-1997)
- Fränsta IK (1997-1998)
- Stockviks FF (1999)
- Selånger FK (2000-2001)
- IFK Sundsvall (2002-2003)
- Gefle IF (2004-2007)
- GIF Sundsvall (2007-2008)
- IFK Sundsvall (2009-2010)
- Ånge IF (2011-2015)

## Klubbar som tränare
- IFK Sundsvall (2009-2010)
- Ånge IF (2011-2015)
- GIF Sundsvall Akademi (2016-2022)
- GIF Sundsvall A-lag assisterande (2022)